# Kesselbach (Rabenau)
Kesselbach is een plaats in de Duitse gemeente Rabenau (Hessen), deelstaat Hessen, en telt 657 inwoners (2007).